# Siegfried Herrmann (Theologe)
Siegfried Herrmann (* 15. Mai 1926 in Dresden; † 30. Januar 1999 in Bochum) war ein deutscher evangelischer Theologe, Alttestamentler und Ägyptologe.
Herrmann wurde 1943 zur Flak eingezogen, als Soldat verwundet und geriet in französische Kriegsgefangenschaft.
Nach seiner Entlassung studierte Siegfried Herrmann 1947 Evangelische Theologie und Altorientalistik an der Universität Leipzig. Er war Schüler und später Assistent von Albrecht Alt. Außerdem studierte er Ägyptologie bei Siegfried Morenz. 1955 wurde er in Ägyptologie, 1957 in Evangelischer Theologie promoviert, worauf sich 1959 seine Habilitation anschloss.
Seit 1960 war Siegfried Herrmann Dozent, von 1964 bis 1966 Professor für Altes Testament an der Humboldt-Universität Berlin. 1964 erhielt er einen Ruf an die neu gegründete Ruhr-Universität Bochum. 1966 konnte er die DDR verlassen und hatte von 1966 bis zu seiner Emeritierung 1991 eine Professur für Altes Testament in Bochum inne.
Siegfried Herrmann war ab 1973 Mitglied der rheinisch-westfälischen Akademie der Wissenschaften. Von 1980 bis 1994 war er Präsident der Cansteinschen Bibelanstalt.
Unter seinen Veröffentlichungen ist besonders die Geschichte Israels in alttestamentlicher Zeit (1973) als Standardwerk weit verbreitet. Sie wurde ins Englische, Italienische, Spanische und Ungarische übersetzt.

## Schriften (Auswahl)
- Die prophetischen Heilserwartungen im Alten Testament. Ursprung und Gestaltwandel (= Beiträge zur Wissenschaft vom Alten und Neuen Testament. Folge 5, Heft 5). Kohlhammer, Stuttgart 1965, OCLC 1332306054 (325 S.; überarb. Zusammenfassung von: Die Ursprünge der prophetischen Heilserwartung im Alten Testamnt. Theol. Diss., Leipzig 1957, und: Der Gestaltwandel der prophetischen Heiselwartung im Alten Testament. Theol. Habil.-Schr., Leipzig 1959).
- Israels Aufenthalt in Ägypten (= Stuttgarter Bibelstudien. Band 40). Katholisches Bibelwerk, Stuttgart 1970, ISBN 3-460-03401-7 (110 S.).
- Geschichte Israels in alttestamentlicher Zeit. 2., überarb. und erw. Auflage. Kaiser-Verlag, München 1980, ISBN 3-459-01253-6; 3. Auflage (der Ausgabe für die DDR und das sozialistische Ausland. – Lizenz d. Kaiser-Verlags, München). Evangelische Verlagsanstalt Berlin, Berlin 1985, OCLC 721461923 (519 S.).
- Zeit und Geschichte (=Kohlhammer-Taschenbücher. Band 1002; Biblische Konfrontationen). Kohlhammer, Stuttgart [u. a.] 1977, ISBN 3-17-001925-2 (167 S.).
- Gesammelte Studien zur Geschichte und Theologie des Alten Testaments (= Theologische Bücherei. Band 75). Kaiser, München 1986, ISBN 3-459-01618-3 (236 S.).
- Jeremia (= Biblischer Kommentar Altes Testament. Band XII). Lieferung 1–2: Jeremia 1,1–2,37. Neukirchener Verlag, Neukirchen-Vluyn 1986/90, ISBN 3-7887-0787-9 (160 S.; nur zwei Lieferungen).
- Jeremia. Der Prophet und das Buch (= Erträge der Forschung. Band 271). Wiss. Buchgesellschaft, Darmstadt 1990, ISBN 3-534-09047-0 (233 S.).
- Geschichte und Prophetie. Kleine Schriften zum Alten Testament (= Beiträge zur Wissenschaft vom Alten und Neuen Testament. Heft 157 = Folge 8, Heft 17). Kohlhammer, Stuttgart [u. a.] 2002, ISBN 3-17-017261-1 (262 S.; mit Fortführung der Bibliographie Siegfried Herrmann. S. 257 f.).